# Gert Wangermann

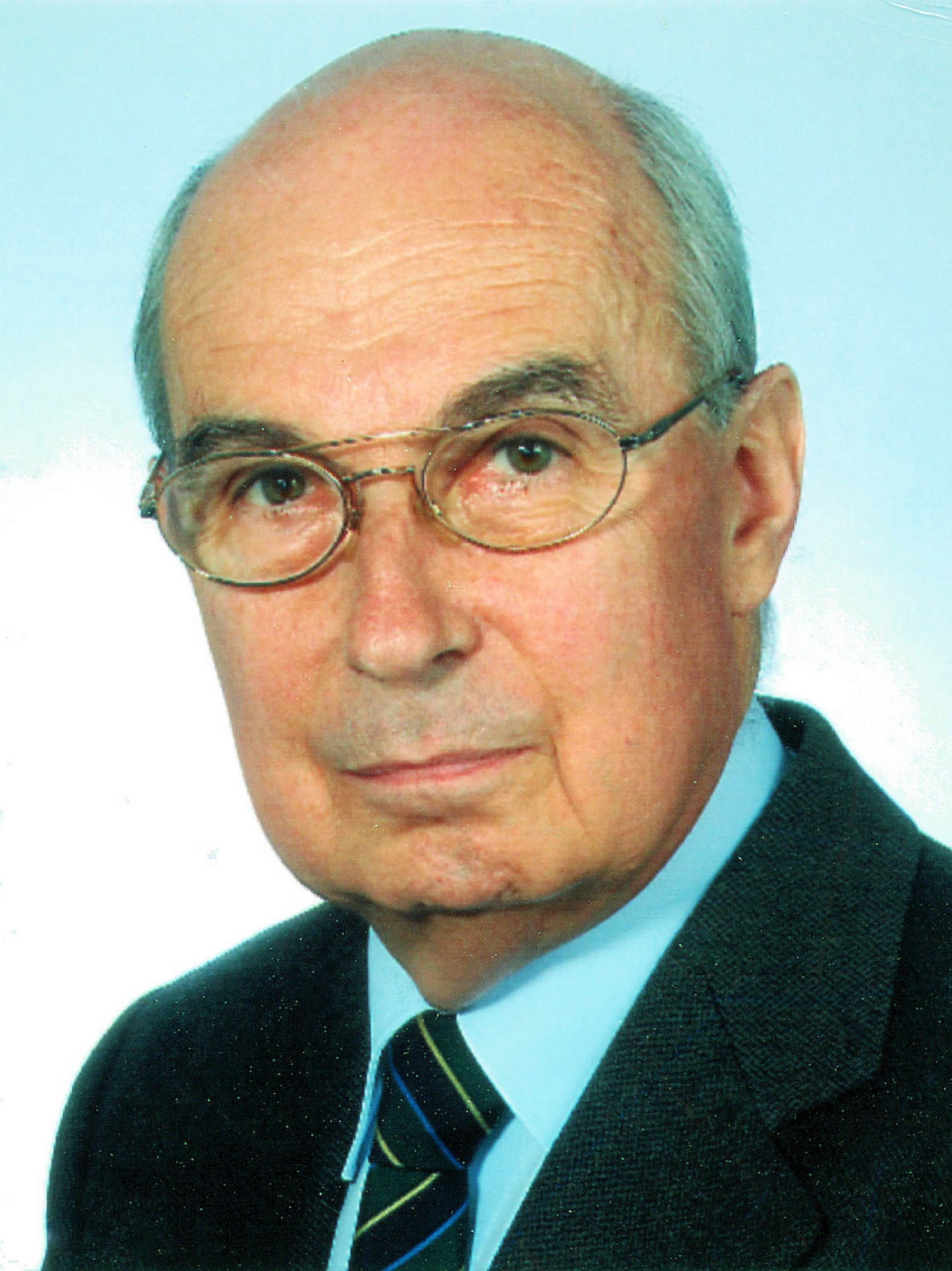
Gert Wangermann (2013)

Erich Gert Wangermann (* 15. November 1934 in Leipzig; † 9. Februar 2014 in Berlin) war ein deutscher Physiker und Biophysiker.

## Leben und Werk
Gert Wangermann erwarb 1953 an einer Leipziger Oberschule das Abitur, studierte an der Karl-Marx-Universität Leipzig (KMU) von 1953 bis 1958 Physik. Seinen Abschluss als Diplom-Physiker erlangte er mit der Diplomarbeit Untersuchungen über den Nachweis von elementarem Schwefel-35 mit dem Flüssigkeits-Szintillationszähler, angefertigt am Institut für angewandte Radioaktivität der Deutschen Akademie der Wissenschaften (DAW) in Leipzig. Die Promotion erfolgte an der KMU 1965 bei Akademiemitglied Carl Friedrich Weiss über Untersuchungen zur absoluten Aktivitätsbestimmung energiearmer reiner β-Stahler. Die Promotion B zum Doktor scientiae naturalium (Dr. sc. nat.) mit der Arbeit Der Problemlösungsprozess in der naturwissenschaftlich-experimentiellen Forschung – Ein Beitrag zur Analyse am Institut für Molekularbiologie der Akademie der Wissenschaften der DDR (AdW) in Berlin-Buch erfolgte 1978. Gutachter waren die Akademiemitglieder Herbert Hörz, Günter Kröber und Klaus Schreiber.
Wangermann begann seine berufliche Laufbahn 1959 als Assistent am Institut für angewandte Radioaktivität (IaR) der DAW in Leipzig, wechselte 1965 als Oberassistent an das Institut für Krebsforschung im „Zentralinstitut für Molekularbiologie“ als medizinisch-biologisches Forschungszentrum der AdW in Berlin-Buch. Dort baute er ein zentrales Messlabor für den automatischen Nachweis energiearmer Radionuklide auf und leitete von 1968 bis 1971 das spezielle Rechenzentrum des medizinisch-biologischen Forschungszentrums. Von 1970 bis 1975 war er Direktor des Bereichs Molekularphysik am „Zentralinstitut (ZI) für Molekularbiologie“, und zeitgleich war er daselbst von 1974 bis 1985 Leiter der Abteilung Elektronenmikroskopie. In dieser Zeit wurde Gert Wangermann 1979 an der AdW zum Professor ernannt.
1971–1979 war Wangermann zeitgleich Nationaler Koordinator für „Forschungen auf dem Gebiet der Biophysik“ und 1974–1979 Internationaler Koordinator der Forschungsrichtung „Biophysik der Eiweiße und Nucleinsäuren“ des RGW. 1976–1979 wirkte er als Stellvertretender Direktor des Zentralinstituts für Molekularbiologie der AdW in Berlin-Buch und war ebenda von 1986 bis zur Abwicklung der AdW 1990 Leiter der Abteilung Bioelektronik. Von 1979 bis zur Abwicklung der AdW 1990 war er berufenes Mitglied und Sekretär des Präsidiums der Akademie der Wissenschaften der DDR.
Nach der Abwicklung der AdW der DDR arbeitete Wangermann freischaffend in verschiedenen Projekten und Institutionen als Projektmanager und wissenschaftlicher Berater:
- In der Verlagsgruppe Georg von Holtzbrinck
- Geschäftsführender Gesellschafter eines ScienceConsult-Unternehmens
- 1991–1993 Präsident der Gesellschaft für Osteuropaforschung e.V.
- 2002–2007 (Gründungs-)Vorsitzender des „Leibniz-Institut für interdisziplinäre Studien“ (LIFIS) und bis zum Tode 2014 als Stellvertretender Vorsitzender des LIFIS.

Gert Wangermann war verheiratet mit Ruth Wangermann, geb. Gohla. Mit ihr hatte er zwei Söhne.

## Mitgliedschaften und Ehrungen
- 1978 Leibniz-Medaille
- 1979 Nationalpreis der DDR III. Klasse für Wissenschaft und Technik
- 1985 Korrespondierendes Mitglied der AdW
- 1986–1990 Mitglied des Wissenschaftlichen Rates des Forschungsprogramms „Biowissenschaften“
- 1986–1990 Bevollmächtigter der DDR in der Internationalen Union for Pure and Applied Biophysics (IUPAB)
- 1987 Vaterländischer Verdienstorden in Bronze
- 1993 Mitbegründer der Leibniz-Sozietät der Wissenschaften zu Berlin
- 2008 Daniel-Ernst-Jablonski-Medaille der Leibniz-Sozietät.

## Publikationen
- Einige Untersuchungen zur absoluten Aktivitätsbestimmung energiearmer reiner β-Strahler mit dem Flüssigkeits-Szintillationszähler. Dissertation. Universität Leipzig, Mathematisch-naturwissenschaftliche Fakultät, Leipzig 1965.
- Der Problemlösungsprozess in der naturwissenschaftlich-experimentellen Forschung – ein Beitrag zur Analyse. Dissertation B (Habilitationsschrift). Akademie der Wissenschaften der DDR, Berlin 1978.
- Der Problemlösungsprozess in der naturwissenschaftlichen Forschung. Abhandlungen der Akademie der Wissenschaften der DDR, G 1. Akademie-Verlag, Berlin 1984.
- Topical aspects of bioelectronics. In: studia biophysica. Band 132, Nr. 1–2, Akademie-Verlag, Berlin 1989, ISSN 0081-6337.
- Entwicklung der Wissenschaften in der DDR – Analysen und Vorschläge. Berlin, April bis August 1990. (Privatarchiv)
- Werner Hartkopf, Gert Wangermann: Dokumente zur Geschichte der Berliner Akademie der Wissenschaften von 1700 bis 1990. (= Berliner Studien zur Wissenschaftsgeschichte. Band 1). Spektrum Akademischer Verlag, Heidelberg / Berlin / New York 1991, ISBN 3-86025-008-6.
- Wissenschaftsakademien im westöstlichen Europa. In: Spektrum der Wissenschaft. Januar 1992. Hrsg.: Akademie der Wissenschaften zu Berlin. Verlag Spektrum der Wissenschaften, Heidelberg 1992.
- Gert Wangermann (Hrsg.), Bernd Junghans: Theoria cum praxi – fünf Jahre Leibniz-Institut für Interdisziplinäre Studien e.V. (LIFIS). trafo Wissenschaftsverlag Dr. Wolfgang Weist, Berlin 2007, ISBN 978-3-89626-690-3.
- Theoria cum praxi – Quo vadis scientiarum? In: LIFIS ONLINE [15.02.07], https://leibniz-institut.de/ ISSN 1864-6972.
- Zwei Wissenschaftskulturen? – Ein Exkurs in eigener Sache. In: LIFIS ONLINE (15.09.08). https://leibniz-institut.de/ ISSN 1864-6972.